# NGC 5939
NGC 5939 (również PGC 55022 lub UGC 9854) – galaktyka spiralna (Sbc), znajdująca się w gwiazdozbiorze Małej Niedźwiedzicy. Odkrył ją 11 lipca 1883 roku Lewis A. Swift.
W galaktyce tej zaobserwowano supernową SN 2004ax.